# Tram SRTO: motrici Westinghouse
Le vetture tranviarie serie 400 della SRTO di Roma sono state un gruppo di 58 motrici a due assi bidirezionali entrate in servizio a partire dal 1908. 

## Storia
Dopo la fornitura del piccolo gruppo delle Ringhoffer la SRTO, prevedendo di inserire nel proprio parco 40 rimorchi a terrazzini, decide di ordinare un consistente gruppo di vetture all'altezza dei tempi, con meccanica simile alle Ringhoffer ma dotate di cassa molto più elegante, che saranno in seguito utilizzate sulle linee e i servizi riservati di particolare importanza. Sono chiamate Westinghouse, nome derivato dal sistema frenante che montano. La fornitura è suddivisa in vari costruttori salvo una piccola serie di vetture montate direttamente dalla SRTO. Sono tutte a sei finestrini e si dividono in tre serie, che differiscono per dettagli nella cassa e, in parte, nell'equipaggiamento elettrico

## Meccanica
È la stessa delle Ringhoffer. Le casse sono di forma arrotondata con rastremature di estremità, non si sa se per evitare sporgenze in curva o volute a scopo meramente estetico. Nelle casse si distinguono le forme dei finestrini, a spigoli nelle Westinghouse di prima serie, arrotondati nella seconda e terza serie; quest'ultima presenta una piccola parete laterale dopo l'accesso alla corsia passeggeri.

## Equipaggiamento elettrico
La prima e seconda serie montano due motori GE54 da 25 CV, la terza due motori GE38 da 38 CV. In epoca imprecisabile ad alcune vetture della seconda serie sono montati i motori GE67. Tale sostituzione sarebbe da mettere in relazione al traino dei rimorchi. Benché siano tutte abilitate a tale traino, infatti, la SRTO lo riserva alle sole vetture di terza serie, probabilmente in ragione della maggiore potenza dei motori. Nella successiva gestione municipale appaiono 32 vetture di questa tipologia, tutte dotate di motori GE67 ed utilizzate in composizione ai rimorchi, cià che fa pensare che la sostituzione, iniziata dalla SRTO, sia stata proseguita dall'azienda municipale. 
Per quanto riguarda i controller le vetture di prima e seconda serie montano il solito K10 tipico della SRTO, mentre quella di terza serie hanno il CGE B18 dotato di posizioni per la frenatura elettrica (B sta per Brake, ovvero freno). 

## Impianto freni
È quello tipico fornito dalla Westinghouse, freno diretto (nel quale il dispositivo di comando (rubinetto) alimenta direttamente gli elementi attuatori (cilindri) del freno), e freno continuo (che agisce simultaneamente sulla motrice e sul rimorchio). 

## Servizio
La SRTO riserva la circolazione delle Westinghouse, specie di terza serie, alle sole linee importanti (come la 1 per San Pietro o la 13 per il Policlinico). In gestione municipale sono utilizzate indifferentemente su qualsiasi linea. Circolano in gran parte dal 1908 al 1930, con circa 20 vetture che restano fino al 1929 alla SRTO per l'esercizio della sua ultima linea, la 16. Dopo la riforma tranviaria una parte delle vetture viene sottoposta ad una ricostruzione per entrare a far parte del gruppo delle cosiddette rinnovate. 

## Riepilogo dati
| Vetture                                                                                       | Vetture | Tipo | Anno | Costruttore  | Lungh. (m) | Passo (mm) | Motori     | Potenza (CV) | Freni |
| 368-389                                                                                       | 22      | I    | 1908 | Tabanelli    | 8100       | 2700       | GE54       | 2×25         | P R M |
| 390-400                                                                                       | 11      | II   | 1908 | C. & Toselli | 8100       | 2700       | GE54       | 2×25         | P R M |
| 408-417                                                                                       | 10      | II   | 1908 | Reggiane     | 8100       | 2700       | GE54       | 2×25         | P R M |
| 418-449                                                                                       | 32      | III  | 1910 | C. & Toselli | 8100       | 2700       | GE67 CT135 | 2×38 2×55    | P R M |
| 450-454                                                                                       | 5       | III  | 1911 | SRTO         | 8100       | 2700       | GE67 CT135 | 2×38 2×55    | P R M |
| Freni: P, pneumatico diretto e automatico su due condotte; R, elettrico reostatico; M, a mano |         |      |      |              |            |            |            |              |       |

## Numerazione
Numerate a seguito delle torpediniera a partire da 368 si dividono in prima serie (368-389), seconda serie (390-400, 308-417), terza serie (418-454). I numeri 401-405 sono occupati dalle vetture a terrazzini giunte nello stesso periodo, mentre i numeri 406 e 407 non risultano utilizzati. 